# Rogelio Riverón
Rogelio Riverón Morales (Placetas, Villa Clara, Cuba, 8 de mayo de 1964) es un narrador, poeta, crítico, editor y periodista cubano. Miembro de la UNEAC, (Unión de Escritores y Artistas de Cuba). Ha obtenido múltiples premios y reconocimientos por su destacada labor como escritor. En 1988 se alzó con el Premio Nacional de Talleres Literarios. En 1990 obtuvo el Premio Luis Rogelio Nogueras en el género de cuento con el libro Los equivocados (Ediciones Extramuros, 1992). También recibió Mención en el Concurso “Poesía de Amor” de Varadero en 1993. Obtuvo el Premio de cuento de la revista Revolución y Cultura en 1994. En 1995 mereció el Premio Pinos Nuevos del Instituto Cubano del Libro en el género de cuento por el cuaderno Subir al cielo y otras equivocaciones (Letras Cubanas, 1996). En 1998 se le concedió Mención en el concurso “América Bobia” de poesía y en 1999 el Premio de la UNEAC en cuento con Buenos días, Zenón (Ediciones Unión, 1999). Fue Primera Mención del Concurso de cuentos de La Gaceta de Cuba en 2000 y Mención en el Premio Casa de las Américas en 2001; ese propio año obtuvo nuevamente el Premio UNEAC de cuento con Otras versiones del miedo (Ediciones Unión, 2002). Fue acreedor, en 2007 del Premio Iberoamericano de Cuento Julio Cortázar con "Los gatos de Estambul". En el año 2008 obtuvo el Premio Italo Calvino de novela por Bailar el último cuplé (Editorial Lectorum, México, 2008; Ediciones Unión, La Habana, 2009; D´Mc Pherson, Miami, 2020). En 2013 la editorial madrileña Verbum dio a conocer El tigre y la mansedumbre (novela), publicada al año siguiente por Letras Cubanas. Conquistó en 2020 y por segunda ocasión el Premio Iberoamericano de Cuento Julio Cortázar con el texto "Polvo gris sobre los párpados". En 2023 le fue otorgado el Premio Alejo Carpentier de cuento por el libro Cuarenta vasos de vodka (Letras Cubanas, 2023). Ha compilado antologías de cuentos para editoriales de España, México, Venezuela, Rusia y Estados Unidos. 

## Datos biográficos
Nació en Placetas, Villa Clara en 1964. Se graduó en Rusia en la especialidad de Lengua Rusa y Literatura, con una tesis sobre la obra de Mijaíl Afanásievich Bulgákov (Kiev, 1891- Moscú, 1940), autor de la novela El maestro y Margarita y de piezas como Los días de los Turbín. Riverón trabajó como traductor e intérprete de ruso y como profesor de inglés, antes de dedicarse a la edición, primero como jefe de la redacción de Narrativa y posteriormente como director de la editorial Letras Cubanas, de La Habana, donde creó, entre otras, la colección Lengua Bífida para ediciones bilingües de poesía. Paralelamente desarrolló una extensa labor como crítico literario en la emisora Radio Reloj, así como en el diario Granma, ambos de la capital cubana. Ha formado parte de los consejos de redacción de las revistas El Caimán Barbudo, El Cuentero y La Letra del Escriba. Asiduo colaborador de publicaciones cubanas y extranjeras, sus cuentos, poemas y ensayos han sido publicados, además, en México, Puerto Rico, Argentina, Francia, Rusia, Egipto, España, Estados Unidos y otros países. Ha editado personalmente libros de Premios Nacionales de Literatura y de otros escritores de renombre nacional e internacional como José Lezama Lima, Onelio Jorge Cardoso, Amir Valle, Carilda Oliver, Daniel Chavarría, Guillermo Vidal, Pedro de Oraá, Pedro Juan Gutiérrez y otros. El Consejo de Estado de la República de Cuba le otorgó en 1996 la Orden “Abel Santamaría” por su destacada labor de promoción cultural en la comunidad pesquera del Castillo de Jagua, en Cienfuegos, al sur de Cuba. Posee además la Distinción por la Cultura Nacional. Fue director, durante 15 años, de la editorial Letras Cubanas.

## Obra publicada
- Los equivocados (cuento, Ediciones Extramuros, La Habana, 1992)
- Subir al cielo y otras equivocaciones (cuento, Letras Cubanas, colección Pinos Nuevos, La Habana, 1996)
- Mujer, Mujer (novela, Editorial Capiro, Santa Clara, 1999)
- Buenos días, Zenón (cuento, Ediciones Unión, La Habana, 2000)
- Otras versiones del miedo (cuento, Ediciones Unión, La Habana, 2002)
- Palabra de sombra difícil (antología de cuentos, Casa Editora Abril-Letras Cubanas, La Habana, 2001)
- Cuentos sin visado (Ediciones Unión, La Habana, Editorial Lectorum, México, 2002)
- Llena eres de gracia (novela, Letras Cubanas, La Habana, 2003; El Mar y la Montaña, Guantánamo, 2019)
- Mi mujer manchada de rojo (cuento, Editorial Oriente, Santiago de Cuba, 2005)
- Conversación con el búfalo blanco (entrevistas y cuentos, Letras Cubanas, La Habana, 2005)
- La línea que cruza el agua (antología de cuentos, Monte Ávila Editores, Caracas, 2005)
- Los premios: diez cuentos afortunados (antología, Letras Cubanas, La Habana, 2007; editorial Tekst, Moscú, 2010)
- De La Habana ha llegado... (antología de cuentos, Editorial Popular, Madrid, 2007)
- Bailar contigo el último cuplé (novela, Lectorum, México, 2008; Ediciones UNIÓN, La Habana, 2009)
- Lonely people (cuento, Ediciones Cubanas, La Habana, 2013)
- El tigre y la mansedumbre (novela, Editorial Verbum, Madrid, 2013; Letras Cubanas, La Habana, 2014)
- Pelos en el jabón (cuento, Capiro, Santa Clara, 2016)
- Sin oxígeno, sin Cristo (cuento, Editorial Primigenios, Miami, 2018)
- Cuarenta vasos de vodka (cuento, Letras Cubanas, La Habana, 2023)

## Incluido en las antologías
- Los últimos serán los primeros (Letras Cubanas, La Habana, 1993)
- Poco antes del 2000 (Letras Cubanas, La Habana, 1997)
- El cuerpo inmortal, Cuentos eróticos cubanos (Letras Cubanas, La Habana, 1997)
- Perverso ojo cubano (cuento, La Bohemia, Buenos Aires, 1999)
- Liminar, Antología de la narrativa cienfueguera (Reina del Mar Editores, Cienfuegos, 1999)
- Palabra de sombra difícil (Antología de cuentos cubanos contemporáneos, Casa Editora Abril, Editorial Letras Cubanas, La Habana, 2001)
- Nero e Havana. Antologia di racconti cubani contemporanei. (Bookever-Editori Riuniti, Roma, 2007)
- La ínsula fabulante: el cuento cubano en la Revolución, 1959-2008 (Letras Cubanas, La Habana, 2008)
- Instrucciones para cruzar el espejo (Letras Cubanas, La Habana, 2010)
- Desiat kubinskix raskazov (Tekst, Moscú, 2010)
- Nosotras dos: antología homoerótica femenina (Ediciones Unión, La Habana, 2011)
- Tres toques mágicos: antología de la minificción cubana. (Letras Cubanas, La Habana, 2017)
- Oro en la loma. Antología de narrativa de Villa Clara (Editorial Capiro, Santa Clara, 2018)
- En boca de otros. Sobre la obra de Antón Arrufat (Ediciones Matanzas, Matanzas, 2019)
- Pero mis brazos insisten en abrazar al mundo (cuento, Tata Danzanti Editorial, 2020)
- Habana, cuentan que... (Ediciones Rubeo, Madrid, 2025)